# IWGP Junior Heavyweight Championship
L'IWGP Junior Heavyweight Championship è un titolo di wrestling riservato ai pesi leggeri e difeso nella federazione giapponese New Japan Pro-Wrestling.
Il titolo è nato il 6 febbraio 1986, quando il campione inaugurale Shirō Koshinaka è stato incoronato in seguito ad un torneo. L'attuale campione,dal 5 luglio 2024, è Douki.

## Storia
Il titolo fu introdotto il 6 febbraio 1986 nello show New Year Dash della NJPW ed è riservato ai lottatori di peso inferiore ai 100 kg.
Il 5 agosto 1996 il titolo entrò a far parte della J-Crown, che raccoglieva otto titoli da altrettante promozioni riservate alla categoria dei pesi leggeri. Tuttavia il 5 novembre 1997, l'allora detentore Shinjiro Otani, in seguito alla richiesta della World Wrestling Federation (WWF) di restituire il suo WWF Light Heavyweight Championship, parte della corona, acconsentì rendendo vacanti tutte le cinture che componevano la corona, ad eccezione dell'IWGP Junior Heavyweight Title.
Il 12 novembre 2023 la cintura stessa è diventata detentrice di un titolo, quando all'evento Ultimate Party della DDT Pro-Wrestling si aggiudicò il DDT Ironman Heavymetalweight Championship, titolo spiccatamente comedy e difeso con la regola 24/7. Durante l'evento, Hiromu Takahashi, detentore di IWGP Junior Heavyweight Championship e DDT Ironman Heavymetalweight Championship, difese con successo il secondo contro Kazuki Hirata, e al termine dell'incontro si stese sul ring. Dal momento che la cintura IWGP era sulle spalle di Takahashi, l'arbitro effettuò il conteggio di tre e dichiarò la cintura come nuovo campione; Takahashi subito "schienò" la cintura per riconquistare il titolo DDT.

## Albo d'oro
| #  | Campione                        | Regno | Data              | Giorni | Difese | Località                | Evento                              | Note | Fonti  |
| -- | ------------------------------- | ----- | ----------------- | ------ | ------ | ----------------------- | ----------------------------------- | --- | ------ |
| 1  | Shirō Koshinaka                 | 1     | 6 febbraio 1986   | 102    | 1      | Tokyo                   | New Year Dash                       | Koshinaka sconfisse The Cobra nella finale del torneo per l'assegnazione del titolo. |        |
| 2  | Nobuhiko Takada                 | 1     | 19 maggio 1986    | 123    | 6      | Tokyo                   | IWGP Champion Series                | | [ 4 ]  |
| 3  | Shirō Koshinaka                 | 2     | 19 settembre 1986 | 317    | 2      | Fukuoka                 | Challenge Spirit                    | | [ 5 ]  |
| —  | Vacante                         | —     | 2 agosto 1987     | —      | —      | —                       | —                                   | Reso vacante in seguito ad un infortunio di Koshinaka alla caviglia destra. |        |
| 4  | Kuniaki Kobayashi               | 1     | 20 agosto 1987    | 129    | 1      | Tokyo                   | Summer Night Fever                  | Kobayashi sconfisse Nobuhiko Takada nella finale del torneo per la riassegnazione del titolo. | [ 6 ]  |
| 5  | Hiroshi Hase                    | 1     | 27 dicembre 1987  | 152    | 3      | Tokyo                   | Year End                            | | [ 7 ]  |
| 6  | Owen Hart                       | 1     | 27 maggio 1988    | 28     | 1      | Sendai                  | IWGP Champion Series                | | [ 8 ]  |
| 7  | Shirō Koshinaka                 | 3     | 24 giugno 1988    | 265    | 6      | Osaka                   | IWGP Champion Series                | | [ 9 ]  |
| 8  | Hiroshi Hase                    | 2     | 16 marzo 1989     | 70     | 0      | Yokohama                | Big Fight Series                    | | [ 10 ] |
| 9  | Jushin Liger                    | 1     | 25 maggio 1989    | 77     | 2      | Osaka                   | Battle Satellite                    | | [ 11 ] |
| 10 | Naoki Sano                      | 1     | 10 agosto 1989    | 174    | 2      | Tokyo                   | Fighting Satellite                  | | [ 12 ] |
| 11 | Jushin Thunder Liger            | 2     | 31 gennaio 1990   | 200    | 1      | Osaka                   | New Spring Gold Series              | | [ 13 ] |
| 12 | Pegasus Kid                     | 1     | 19 agosto 1990    | 74     | 0      | Tokyo                   | Summer Night Fever                  | |        |
| 13 | Jushin Thunder Liger            | 3     | 1º novembre 1990  | 165    | 2      | Tokyo                   | Dream Tour                          | | [ 14 ] |
| —  | Vacante                         | —     | 15 aprile 1991    | —      | —      | —                       | —                                   | Il titolo fu reso vacante per poter essere assegnato nel torneo Top of Super Junior. |        |
| 14 | Norio Honaga                    | 1     | 30 aprile 1991    | 43     | 2      | Tokyo                   | Explosion Tour                      | Honaga sconfisse Jushin Thunder Liger nella finale del torneo Top of Super Junior per la riassegnazione del titolo. | [ 15 ] |
| 15 | Jushin Thunder Liger            | 4     | 12 giugno 1991    | 58     | 0      | Tokyo                   | Fighting Connection                 | | [ 16 ] |
| 16 | Akira Nogami                    | 1     | 9 agosto 1991     | 88     | 1      | Tokyo                   | Violent Storm                       | | [ 17 ] |
| 17 | Norio Honaga                    | 2     | 5 novembre 1991   | 95     | 1      | Tokyo                   | 3 Days Battle                       | | [ 18 ] |
| 18 | Jushin Thunder Liger            | 5     | 8 febbraio 1992   | 139    | 3      | Sapporo                 | Fighting Spirit                     | | [ 19 ] |
| 19 | El Samurai                      | 1     | 26 giugno 1992    | 149    | 3      | Tokyo                   | Masters of Wrestling                | | [ 20 ] |
| 20 | Ultimo Dragon                   | 1     | 22 novembre 1992  | 43     | 1      | Tokyo                   | Wrestling Scramble                  | |        |
| 21 | Jushin Thunder Liger            | 6     | 4 gennaio 1993    | 628    | 5      | Tokyo                   | Fantastic Story in Tokyo Dome       | | [ 21 ] |
| —  | Vacante                         | —     | 24 settembre 1994 | —      | —      | —                       | —                                   | Reso vacante a causa di un infortunio di Liger al ginocchio sinistro. |        |
| 22 | Norio Honaga                    | 3     | 27 settembre 1994 | 145    | 6      | Osaka                   | G1 Climax Special                   | Honaga sconfisse Wild Pegasus nella finale del torneo per la riassegnazione del titolo. | [ 22 ] |
| 23 | Koji Kanemoto                   | 1     | 19 febbraio 1995  | 73     | 2      | Tokyo                   | Fighting Spirit                     | | [ 23 ] |
| 24 | Sabu                            | 1     | 3 maggio 1995     | 42     | 1      | Fukuoka                 | Wrestling Dontaku 1995              | | [ 24 ] |
| 25 | Koji Kanemoto                   | 2     | 14 giugno 1995    | 204    | 2      | Tokyo                   | Fighting Spirit Legend              | Era in palio anche l'UWA World Welterweight Championship di Kanemoto. | [ 25 ] |
| 26 | Jushin Thunder Liger            | 7     | 4 gennaio 1996    | 116    | 2      | Tokyo                   | Wrestling World 1996                | | [ 26 ] |
| 27 | The Great Sasuke                | 1     | 29 aprile 1996    | 165    | 5      | Tokyo                   | Battle Formation                    | Il 5 agosto 1996 Sasuke vinse un torneo per creare il J-Crown, un titolo comprendente otto cinture che includeva anche l'IWGP Junior Heavyweight Championship. I titoli continuarono a essere riconosciuti separatamente ma vennero comunque difesi assieme. | [ 27 ] |
| 28 | Último Dragón                   | 2     | 11 ottobre 1996   | 85     | 7      | Osaka                   | WAR Osaka Crush Night               | Durante questo regno con il J-Crown, Dragón vinse anche l'NWA World Middleweight Championship e il WCW Cruiserweight Championship, diventando il primo e unico wrestler a detenere dieci titoli contemporaneamente.                                          | [ 28 ] |
| 29 | Jushin Thunder Liger            | 8     | 4 gennaio 1997    | 183    | 4      | Tokyo                   | Wrestling World 1997                | Liger perse il WAR International Junior Heavyweight Championship del J-Crown il 6 giugno 1997, ma continuò a difendete le altre sette cinture. | [ 29 ] |
| 30 | El Samurai                      | 2     | 6 luglio 1997     | 35     | 0      | Sapporo                 | Summer Struggle                     | | [ 30 ] |
| 31 | Shinjirō Otani                  | 1     | 10 agosto 1997    | 181    | 5      | Nagoya                  | The Four Heaven in Nagoya Dome      | Il 5 novembre 1997 Otani sciolse il J-Crown rendendo vacanti tutti i titoli ad eccezione dell'IWGP Junior Heavyweight Championship. | [ 31 ] |
| 32 | Jushin Thunder Liger            | 9     | 7 febbraio 1998   | 403    | 8      | Sapporo                 | Fighting Spirit                     | | [ 32 ] |
| 33 | Koji Kanemoto                   | 3     | 17 marzo 1999     | 164    | 3      | Hiroshima               | Hyper Battle                        | | [ 33 ] |
| 34 | Kendo Kashin                    | 1     | 28 agosto 1999    | 44     | 1      | Tokyo                   | Jingu Climax                        | | [ 34 ] |
| 35 | Jushin Thunder Liger            | 10    | 11 ottobre 1999   | 49     | 1      | Tokyo                   | Final Dome                          | | [ 35 ] |
| 36 | Juventud Guerrera               | 1     | 29 novembre 1999  | 7      | 0      | Denver, Colorado        | Nitro                               | | [ 36 ] |
| 37 | Jushin Thunder Liger            | 11    | 6 dicembre 1999   | 227    | 3      | Milwaukee, Wisconsin    | Nitro                               | Psychosis sostituì l'infortunato Guerrera nel suo match titolato contro Liger. | [ 37 ] |
| 38 | Tatsuhito Takaiwa               | 1     | 20 luglio 2000    | 101    | 2      | Sapporo                 | Summer Struggle 2000                | | [ 38 ] |
| 39 | Minoru Tanaka                   | 1     | 29 ottobre 2000   | 264    | 2      | Kōbe                    | Get a Right!!                       | | [ 39 ] |
| 40 | Masayoshi Naruse                | 1     | 20 luglio 2001    | 80     | 1      | Sapporo                 | Dome Quake                          | | [ 40 ] |
| 41 | Tokimitsu Ishizawa/Kendo Kashin | 2     | 8 ottobre 2001    | 116    | 2      | Tokyo                   | Indicate of Next                    | Vinse il titolo sotto il nome di Tokimitsu Ishizawa, ma lo difese come Kendo Kashin. |        |
| —  | Vacante                         | —     | 1º febbraio 2002  | —      | —      | —                       | —                                   | Reso vacante quando Kashin abbandonò la New Japan Pro-Wrestling. |        |
| 42 | Minoru Tanaka                   | 2     | 16 febbraio 2002  | 153    | 3      | Tokyo                   | Fighting Spirit 2002                | Tanaka sconfisse Masahito Kakinara nella finale del torneo per la riassegnazione del titolo. |        |
| 43 | Koji Kanemoto                   | 4     | 19 luglio 2002    | 278    | 6      | Sapporo                 | Summer Fight Series 2002            | |        |
| 44 | Tiger Mask                      | 1     | 23 aprile 2003    | 153    | 4      | Hiroshima               | Strong Energy 2003                  | |        |
| —  | Vacante                         | —     | 23 settembre 2003 | —      | —      | —                       | —                                   | Reso vacante per poter essere messo in palio in una 11-man Battle Royal. |        |
| 45 | Jado                            | 1     | 13 ottobre 2003   | 62     | 1      | Tokyo                   | Ultimate Crush                      | Jado vinse una 11-man Battle Royal per la riassegnazione del titolo che comprendeva anche Dick Togo, El Samurai, Gedo, Heat, Jushin Thunder Liger, Katsushi Takemura, Koji Kanemoto, Masahito Kakihara, Masayuki Naruse e Tiger Mask.                        |        |
| 46 | Heat                            | 3     | 14 dicembre 2003  | 387    | 11     | Nagoya                  | Battle Final 2003                   | |        |
| 47 | Tiger Mask                      | 2     | 4 gennaio 2005    | 277    | 3      | Tokyo                   | Toukon Festival: Wrestling World    | | [ 41 ] |
| 48 | Black Tiger                     | 1     | 8 ottobre 2005    | 134    | 1      | Tokyo                   | Toukon Souzou New Chapter           | Era in palio anche l'NWA World Junior Heavyweight Championship di Black Tiger. | [ 42 ] |
| 49 | Tiger Mask                      | 3     | 19 febbraio 2006  | 73     | 1      | Tokyo                   | Acceleration                        | Era in palio anche l'NWA World Junior Heavyweight Championship di Black Tiger. |        |
| 50 | Koji Kanemoto                   | 5     | 3 maggio 2006     | 235    | 1      | Fukuoka                 | New Japan Cup 2006 Special          | | [ 43 ] |
| 51 | Minoru                          | 4     | 24 dicembre 2006  | 194    | 4      | Tokyo                   | Battle Xmas! Catch the Victory      | |        |
| 52 | Ryusuke Taguchi                 | 1     | 6 luglio 2007     | 155    | 4      | Tokyo                   | New Japan Soul C.T.U Farewell Tour  | |        |
| 53 | Wataru Inōe                     | 1     | 8 dicembre 2007   | 191    | 3      | Osaka                   | New Japan Alive                     | |        |
| —  | Vacante                         | —     | 16 giugno 2008    | —      | —      | —                       | —                                   | Reso vacante dopo che Inoue passò alla divisione dei pesi massimi. |        |
| 54 | Tiger Mask                      | 4     | 8 luglio 2008     | 75     | 0      | Tokyo                   | New Japan Trill                     | Tiger Mask sconfisse Prince Devitt nella finale del torneo per la riassegnazione del titolo. |        |
| 55 | Low Ki                          | 1     | 21 settembre 2008 | 105    | 1      | Kobe                    | New Japan Generation                | |        |
| 56 | Tiger Mask                      | 5     | 4 gennaio 2009    | 223    | 4      | Tokyo                   | Wrestle Kingdom III                 | |        |
| 57 | Místico                         | 1     | 15 agosto 2009    | 85     | 2      | Tokyo                   | G1 Climax 2009: New Lords, New Laws | |        |
| 58 | Tiger Mask                      | 6     | 8 novembre 2009   | 57     | 0      | Tokyo                   | Destruction '09                     | |        |
| 59 | Naomichi Marufuji               | 1     | 4 ottobre 2010    | 166    | 5      | Tokyo                   | Wrestle Kingdom IV                  | |        |
| 60 | Prince Devitt                   | 1     | 19 giugno 2010    | 364    | 7      | Osaka                   | Dominion 6.19                       | | [ 44 ] |
| 61 | Kota Ibushi                     | 1     | 18 giugno 2011    | 85     | 2      | Osaka                   | Dominion 6.18                       | | [ 45 ] |
| —  | Vacante                         | —     | 12 settembre 2011 | —      | —      | —                       | —                                   | Reso vacante a causa di un infortunio alla spalla di Ibushi. |        |
| 62 | Prince Devitt                   | 2     | 19 settembre 2011 | 227    | 4      | Kobe                    | Kantaro Hoshino Memorial Show       | Devitt sconfisse Kushida nella finale del torneo per la riassegnazione del titolo. | [ 46 ] |
| 63 | Low Ki                          | 2     | 3 maggio 2012     | 87     | 1      | Fukuoka                 | Wrestling Dontaku 2012              | | [ 47 ] |
| 64 | Kota Ibushi                     | 2     | 29 luglio 2012    | 71     | 2      | Tokyo                   | Last Rebellion                      | | [ 48 ] |
| 65 | Low Ki                          | 3     | 8 ottobre 2012    | 34     | 0      | Tokyo                   | King of Pro-Wrestling               | | [ 49 ] |
| 66 | Prince Devitt                   | 3     | 11 novembre 2012  | 419    | 4      | Osaka                   | Power Struggle                      | | [ 50 ] |
| 67 | Kota Ibushi                     | 3     | 4 gennaio 2014    | 181    | 4      | Tokyo                   | Wrestle Kingdom 8                   | | [ 51 ] |
| 68 | Kushida                         | 1     | 4 luglio 2014     | 79     | 0      | Tokyo                   | Kizuna Road 2014                    | | [ 52 ] |
| 69 | Ryusuke Taguchi                 | 2     | 21 settembre 2014 | 105    | 2      | Kobe                    | Destruction in Kobe                 | | [ 53 ] |
| 70 | Kenny Omega                     | 1     | 4 gennaio 2015    | 182    | 3      | Tokyo                   | Wrestle Kingdom 9                   | | [ 54 ] |
| 71 | Kushida                         | 2     | 5 luglio 2015     | 80     | 1      | Osaka                   | Dominion 7.5                        | | [ 55 ] |
| 72 | Kenny Omega                     | 2     | 23 settembre 2015 | 103    | 1      | Okayama                 | Destruction in Okayama              | | [ 56 ] |
| 73 | Kushida                         | 3     | 4 gennaio 2016    | 257    | 5      | Tokyo                   | Wrestle Kingdom 10                  | | [ 57 ] |
| 74 | Bushi                           | 1     | 17 settembre 2016 | 49     | 0      | Tokyo                   | Destruction in Tokyo                | | [ 58 ] |
| 75 | Kushida                         | 4     | 5 novembre 2016   | 60     | 0      | Osaka                   | Power Struggle                      | | [ 59 ] |
| 76 | Hiromu Takahashi                | 1     | 4 gennaio 2017    | 158    | 4      | Tokyo                   | Wrestle Kingdom 11                  | | [ 60 ] |
| 77 | Kushida                         | 5     | 11 giugno 2017    | 120    | 2      | Osaka                   | Dominion 6.11                       | | [ 61 ] |
| 78 | Will Ospreay                    | 1     | 9 ottobre 2017    | 27     | 0      | Tokyo                   | King of Pro-Wrestling               | | [ 62 ] |
| 79 | Marty Scurll                    | 1     | 5 novembre 2017   | 60     | 0      | Osaka                   | Power Struggle                      | | [ 63 ] |
| 80 | Will Ospreay                    | 2     | 4 gennaio 2018    | 156    | 3      | Tokyo                   | Wrestle Kingdom 12                  | In un Four-Way match che comprendeva anche Hiromu Takahashi e Kushida. | [ 64 ] |
| 81 | Hiromu Takahashi                | 2     | 9 giugno 2018     | 72     | 2      | Osaka                   | Dominion 6.9 in Osaka-jo Hall       | | [ 65 ] |
| —  | Vacante                         | —     | 20 agosto 2018    | —      | —      | —                       |                                     | Reso vacante in seguito ad un infortunio di Takahashi al collo. |        |
| 82 | Kushida                         | 6     | 8 ottobre 2018    | 88     | 0      | Tokyo                   | King of Pro-Wrestling               | Kushida ha sconfitto Marty Scurll in un match per la riassegnazione del titolo. | [ 66 ] |
| 83 | Taiji Ishimori                  | 1     | 4 gennaio 2019    | 92     | 2      | Tokyo                   | Wrestle Kingdom 13                  | | [ 67 ] |
| 84 | Dragon Lee                      | 1     | 6 aprile 2019     | 64     | 1      | New York City, New York | G1 Supercard                        | In Three-Way match che comprendeva anche Bandido. | [ 68 ] |
| 85 | Will Ospreay                    | 3     | 9 giugno 2019     | 209    | 3      | Osaka                   | Dominion 6.9 in Osaka-jo Hall       | | [ 69 ] |
| 86 | Hiromu Takahashi                | 3     | 4 gennaio 2020    | 238    | 1      | Tokyo                   | Wrestle Kingdom 14                  | |        |
| 87 | Taiji Ishimori                  | 2     | 29 agosto 2020    | 129    | 0      | Tokyo                   | Summer Struggle in Jingu            | |        |
| 88 | Hiromu Takahashi                | 4     | 5 gennaio 2021    | 51     | 1      | Tokyo                   | Wrestle Kingdom 15                  | |        |
| —  | Vacante                         | —     | 25 febbraio 2021  | —      | —      | —                       | —                                   | Reso vacante in seguito ad un infortunio di Takahashi. |        |
| 89 | El Desperado                    | 1     | 28 febbraio 2021  | 147    | 2      | Osaka                   | Castle Attack                       | El Desperado sconfisse Bushi e El Phantasmo in un Three-Way match per la riassegnazione del titolo. |        |
| 90 | Robbie Eagles                   | 1     | 25 luglio 2021    | 104    | 1      | Tokyo                   | Wrestle Grand Slam in Tokyo         | |        |
| 91 | El Desperado                    | 2     | 6 novembre 2021   | 176    | 3      | Osaka                   | Power Struggle                      | | [ 70 ] |
| 92 | Taiji Ishimori                  | 3     | 1º maggio 2022    | 248    | 1      | Tokyo                   | Wrestling Dontaku 2022              | | [ 71 ] |
| 93 | Hiromu Takahashi                | 5     | 4 gennaio 2023    | 365    | 7      | Tokyo                   | Wrestle Kingdom 17                  | Era un Fatal Four Way che coinvolgeva anche El Desperado e Master Wato. |        |
| 94 | El Desperado                    | 3     | 4 gennaio 2024    | 50     | 1      | Tokyo                   | Wrestle Kingdom 18                  | | [ 72 ] |
| 95 | Sho                             | 1     | 23 febbraio 2024  | 114    | 2      | Sapporo                 | The New Beginning in Sapporo        | |        |
| 96 | El Desperado                    | 4     | 16 giugno 2024    | 19     | 0      | Sapporo                 | New Japan Soul (prima serata)       | |        |
| 97 | Douki                           | 1     | 5 luglio 2024     | 311+   | 2      | Tokyo                   | New Japan Soul (settima serata)     | |        |